# ماهامات کامون
ماهامات کامون (انگلیسی: Mahamat Kamoun؛ زادهٔ ۱۳ نوامبر ۱۹۶۱) یک سیاست‌مدار اهل جمهوری آفریقای مرکزی است.